# Catedral de la Inmaculada Concepción (Burlington)
La excatedral de la Inmaculada Concepción  (en inglés: Cathedral of the Immaculate Conception) es un edificio religioso que se encuentra en el 20 de la calle Pine en Burlington, Vermont, al norte de Estados Unidos, delimitada por las calles Pearl, St. Paul y Cherry y que funcionó como la iglesia catedral de la diócesis de Burlington hasta 2018.
La parroquia fue fundada como Santa María en 1830. La iglesia parroquial que se construyó en 1841 se convirtió en la pro-catedral, cuando la diócesis se estableció en 1852. La construcción de la primera Catedral de la Inmaculada Concepción se inició en 1862 y continuó hasta 1867. El progreso se desaceleró debido a la Guerra de Secesión. Esta iglesia sirvió como la catedral diocesana hasta que fue destruida por el incendio provocado el 13 de marzo de 1972. Un individuo conocido como Timothy Austin confesó a la policía que él inició el incendio. Más tarde se declaró inocente por razones de demencia y fue enviado para su tratamiento en el hospital estatal. 
En 1974 el arquitecto de Nueva York Edward Larrabee Barnes fue elegido para diseñar una nueva catedral en la misma propiedad. El paisajista local Dan Kiley fue el encargado de planificar el entorno que incluye el parque, con un campanario independiente cerca de la esquina de las calles Cherry y St. Paul. El proyecto se completó en 1977.
En 2001 la iglesia de San José en Burlington fue nombrada concatedral de la diócesis y en 2018 pasó a ser la catedral.

## Véase también

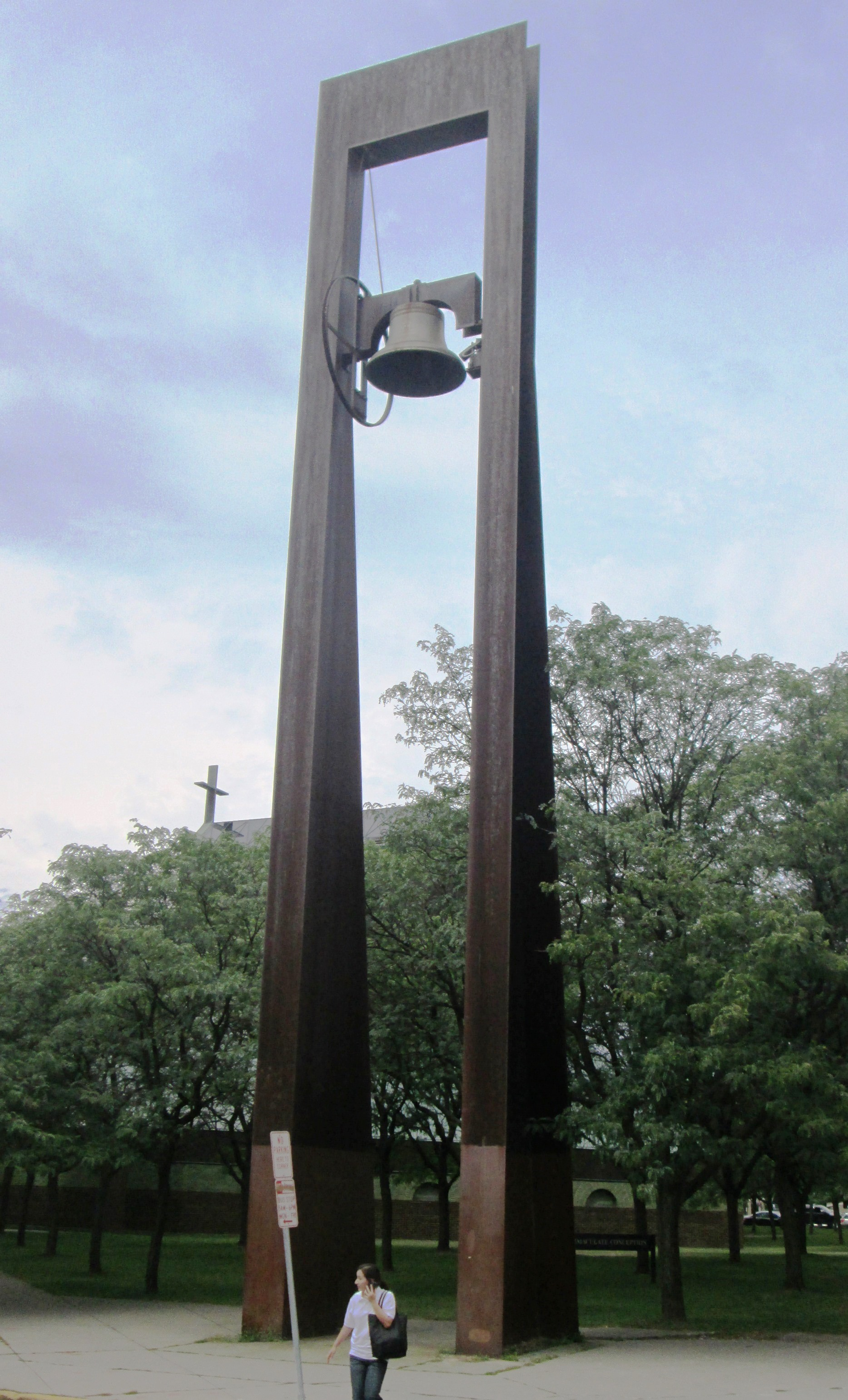
Vista del campanario